# Каппер, Вольдемар Густавович
Вольдемар Густавович Каппер, вариант Владимир Густович (10 мая 1885 — 3 января 1942) — русский лесовод, автор глазомерной шкалы оценки урожая семян лесных пород — «шкалы Каппера».

## Биография
Родился в Ораниенбауме в семье Густава Вильгельмовича (?—1890) и Минны Мартыновны (?—1934) Капперов, родом из Гапсаля. Начальное образование получил в Ораниенбаумском городском училище, а затем перешёл на реальное отделение училища Святой Анны в Санкт-Петербурге. Окончив училище в 1905 году, поступил в Санкт-Петербургский императорский Лесной институт.
Заведующий кафедрой частного лесоводства, профессор В. Д. Огиевский (1861—1921) пригласил В. Г. Каппера после окончания им института на работу временным ассистентом кафедры частного лесоводства, а с апреля 1913 года назначил помощником лесничего контрольной лесосеменной станции Лесного департамента Министерства государственных имуществ. Причинами такого назначения послужили отличная успеваемость Каппера во время учёбы и его участие в научной работе по исследованиям лесных семян.
В 1914 году Каппер продолжал работы профессора Огиевского по исследованию культуры дуба в Крапивенском лесничестве Тульской губернии, опубликовал результаты работы в отчёте по Лесному Опытному Делу за 1914 год.
В сентябре 1916 года утверждён в чине коллежского секретаря и избран штатным ассистентом кафедры частного лесоводства. В 1917 году опубликовал в седьмом и восьмом номере Лесного журнала работу «Вопрос о влиянии происхождения семян в связи с предстоящим облесением вырубленных за время войны лесных площадей».
Помимо работы ассистентом кафедры читал лекции на Агрономических курсах и был назначен руководителем работ Контрольной Станции Лесных Семян.
Избран старшим ассистентом и утверждён в должности преподавателем Лесного института, читал лекции по частному лесоводству. С 1920 года заведующий Лесосеменной Станцией. Разработал шкалу глазомерной оценки урожая семян древесных пород, которая и сегодня используется во всех учебниках и учебных пособиях по лесным культурам. Присвоена учёная степень кандидата сельскохозяйственных наук без защиты диссертации и утверждён в должности доцента кафедры.
В 1920—1921 годах служил проректором Лесного института. В 1921 году в Лисинском учебном лесничестве совместно с инженером Гоголициным разработал проект шишкосушилки. Данный проект был признан Наркомземом как типовой, и в течение 5 лет в СССР было построено более пятидесяти таких агрегатов.
Продолжал заведовать Контрольной станцией Лесных Семян Ленинградского филиала Центральной лесной Опытной Станции, а с 1932 года, после преобразования Станции в государственный НИИ лесного хозяйства и лесной промышленности был назначен учёным специалистом по лесокультурному сектору и Контрольной Станции лесных семян. Руководитель многих экспедиций по исследованию естественного и искусственного возобновления и ухода за лесом. Петроградский агрономический институт избрал его профессором по кафедре лесоводства.
Умер во время Ленинградской блокады, похоронен на Богословском кладбище.

## Труды
- Вопрос о влиянии происхождения семян в связи с предстоящим облесением вырубленных за время войны лесных площадей // Лесной журнал. – 1917. – Вып. 7-8. – С. 395-417.
- О повреждениях еловых шишек ржавчинным грибом (Лесоведение и лесоводство, 1926 г.
- Семенное дело в лесном хозяйстве СССР (М, 1926 г.)
- О погрешностях при исследовании качества лесных семян. (Известия ЛЛИ, 1926
- О задачах деятельности контрольной станции лесных семян. (Лен. Филиал, ЦЛОС, 1929 г.)
- Об организации ежегодных систематических наблюдений над плодоношением древесных пород. (Брошюра ВСНХ).
- Лесосеменное дело. Пособие для младшего технического персонала. Гослестехиздат, 1936 г.

## Семья
- Жена — Мария Ивановна Курицина, дочь извозчика, бухгалтер таксомоторного парка г. Ленинграда, брак был бездетным.
- Брат — Альфред (1880 — декабрь 1942) до революции владел обувной фирмой[3], умер в блокаду через 11 месяцев после младшего брата.
- Брат — Оскар (24.10.1888 — 11.03.1968), лесовод, дендролог, педагог[3][5].
- Сестра — Луиза, инженер на Ленинградской обувной фабрике «Скороход»[3]
- Сестра — Адель[3]

## Адреса
- 1942 — Ленинград, Институтский переулок, дом 5, квартира 14.